# Simulium olimpicum
Simulium olimpicum es una especie de insecto del género Simulium, familia Simuliidae, orden Diptera.
Fue descrita científicamente por Diaz Najera, 1969.